# Kozly (Česká Lípa-i járás)
Kozly település Csehországban, Česká Lípa-i járásban. Kozly Kvítkov, Stružnice, Stvolínky és Holany településekkel határos. Lakosainak száma 161 fő (2024. január 1.).

## Népesség
A település lakosságának változását az alábbi diagram mutatja:
| Lakosok száma | 397  | 361  | 350  | 181  | 158  | 115  | 150  | 159  | 158  | 161  |
|               | 1869 | 1890 | 1921 | 1950 | 1980 | 2001 | 2017 | 2019 | 2022 | 2024 |